# Корзуново
Корзуново (до 1967 Луостарі-Нове) — селище в Печенезькому районі Мурманської області. Центр однойменного сільського поселення. Розташований на лівому березі річки Печенги.

## Історія
13 жовтня 1947 року на території селища Луостарі був сформований окремий авіаційно-технічний батальйон ВВС Північного флоту. Був утворений аеродром Луостарі. В розквартированому на базі аеродрому 769-му винищувальному полку 122-ї винищувальної авіадивізії Північного флоту проходив службу Юрій Гагарін. 13 грудня 1962 року було утворене самостійне селище Луостарі-Нове. В 1967 році було перейменоване в Корзуново на честь Героя Радянського Союзу Івана Єгоровича Корзунова.

## Населення
| 2002 | 2010 |
| ---- | ---- |
| 330  | ↘275 |